# Carinodes epicus
Carinodes epicus är en stekelart som först beskrevs av Cresson 1874.  Carinodes epicus ingår i släktet Carinodes och familjen brokparasitsteklar. Inga underarter finns listade.